# 1407
Пізнє Середньовіччя •  Відродження •  Реконкіста •  Ганза •  Столітня війна •  Велика схизма •  Монгольська імперія

## Геополітична ситуація
В османській державі триває період безвладдя і боротьби за владу між синами султана Баязида I Блискавичного. Імператором Візантії є Мануїл II Палеолог (до 1425), а королем Німеччини Рупрехт з родини Віттельсбахів. У Франції править Карл VI Божевільний (до 1422).
Апеннінський півострів розділений: північ належить Священній Римській імперії, середню частину займає Папська область, південь належить Неаполітанському королівству. Деякі міста півночі: Венеція, Флоренція, Генуя тощо, мають статус міст-республік. Триває боротьба гвельфів та гібелінів.
Майже весь Піренейський півострів займають християнські Кастилія і Леон, де править Хуан II (до 1454), Арагонське королівство, де править Мартін I Арагонський (до 1410), та Португалія, де королює Жуан I Великий (до 1433). Під владою маврів залишилися тільки землі на самому півдні.
Генріх IV є королем Англії (до 1413). У Кальмарській унії (Норвегії, Данії та Швеції) владу утримує Маргарита I Данська, офіційним королем є Ерік Померанський. В Угорщині править Сигізмунд I Люксембург (до 1437). Королем польсько-литовської держави є Владислав II Ягайло (до 1434). У Великому князівстві Литовському княжить Вітовт.
Частина руських земель перебуває під владою Золотої Орди. Галичина входить до складу Польщі. Волинь належить Великому князівству Литовському. У Києві княжить Андрій Іванович Гольшанський (до 1410). Московське князівство очолює Василь I.
Монгольська імперія займає більшу частину Азії, але вона розділена на окремі улуси. На заході євразійських степів править Золота Орда.
У Єгипті панують мамлюки, а Мариніди — у Магрибі. У Китаї править династії Мін. Значними державами Індостану є Делійський султанат, Бахмані, Віджаянагара. В Японії триває період Муроматі.
Цивілізація мая переживає посткласичний період. У долині Мехіко склалася цивілізація ацтеків. Почала зароджуватися цивілізація інків.

## Події
- На львівській площі Ринок збудовано водорозподільний пункт.
- Золоту Орду очолив Пулат-Салтан-хан.
- Великим магістром Тевтонського ордену обрано Ульріха фон Юнгінгена.
- У Франції за замовленням герцога Бургундії Жана Безстрашного вбито брата короля Людовика Орлеанського. Цим убивством розпочалася війна між арманьяками та бургіньйонами.
- Франція, намагаючись подолати Велику західну схизму, проголосила тимчасову відмову в покорі антипапі Бенедикту XIII. Однак, спроби влаштувати зустріч Бенедикта XIII та Григорія XII виявилися марними.
- У Генуї засновано Банк Сан-Джорджо, один із перших публічних банків Європи.
- Китайські війська повністю захопили В'єтнам.
- До Пекіна навідався кармапа Дешин Шегпа.

## Народились
- 27 серпня — Асікаґа Йосікадзу, 5-й сьоґун сьоґунату Муроматі.